# Гран-Баллон
Гран-Балло́н (фр. Grand Ballon) — гора во Франции.
Высота над уровнем моря — 1424 м. Гора расположена в горной системе Вогезы на территории департамента Верхний Рейн, высшей точкой которого и является, в 25 км северо-западнее Мюлуза.